# شب مستی
شب مستی (انگلیسی: Nuit d'ivresse) یک فیلم کمدی فرقه فرانسوی محصول سال ۱۹۸۶ به کارگردانی برنارد ناوئر است.